# Hydrodist Rocks
Die Hydrodist Rocks sind vier vom Meer überspülte Rifffelsen im Palmer-Archipel vor der Westküste des Grahamlands auf der Antarktischen Halbinsel. Sie liegen 6 km westlich der Trinity-Insel.
Die Besatzung der HMS Protector kartierte sie im Januar 1964. Benannt sind sie nach einer bestimmten Ausführung eines Tellurometers, das dabei an Bord eines Hubschraubers zur Positionsbestimmung eingesetzt wurde.